# Сенделчево
Сенделчево (на гръцки: Σανδάλι, Сандали, катаревуса: Σανδάλιον, Сандалион, до 1926 Σίνδελ, Синдел) е село в Егейска Македония, Гърция, област Централна Македония, дем Въртокоп.

## География
Селото е разположено на 30 m надморска височина в Солунското поле на около 20 километра западно от Енидже Вардар (Яница) и на 24 километра източно от Воден (Едеса).

## История

### В Османската империя
В началото на XX век Сенделчево е село в Ениджевардарска кааза на Османската империя. 
В 1845 година руският славист Виктор Григорович минава през Синдельчо и го описва в „Очерк путешествия по Европейской Турции“ като българско село.
Според статистиката на Васил Кънчов („Македония. Етнография и статистика“) в 1900 година Сенделчево има 80 жители българи и 60 цигани.

### В Гърция
По време на Балканската война в 1912 година в селото влизат гръцки части и селото остава в Гърция след Междусъюзническата война в 1913 година. 
Боривое Милоевич пише в 1921 година („Южна Македония“), че Сенделчево има 12 къщи цигани християни.
Жителите ме се изселват и след Гръцко-турската война в 1922 година в него са настанени гърци бежанци от Източна Тракия и Мала Азия. В 1926 година селото е прекръстено на Сандали. В 1928 година селото е чисто бежанско с 24 бежански семейства и 78 жители бежанци.
Селото е доста богато, тъй като землището му се напоява цялостно. Произвежда се овошки - ябълки и праскови, както и жито и памук. Развито е и краварството.
| Година    | 1913 | 1920 | 1928 | 1940 | 1951 | 1961 | 1971 | 1981 | 1991 | 2001 | 2011 | 2021 |
| --------- | ---- | ---- | ---- | ---- | ---- | ---- | ---- | ---- | ---- | ---- | ---- | ---- |
| Население | 76   | 86   | 130  | 199  | 215  | 230  | 214  | 186  | 152  | 212  | 169  | 130  |